# Scoglio Palumbo (Favignana)
Lo scoglio Palombo è un'isola dell'Italia appartenente all'arcipelago delle isole Egadi, in Sicilia.
Amministrativamente appartiene a Favignana, comune italiano della provincia di Trapani.
Si trova tra Punta Longa (isola di Favignana) e l'isola Preveto. Nei suoi pressi, a circa 20 metri di profondità, si trova il relitto di un mercantile.